# Spetses
Spetses er den sydligste græske ø i De Saroniske Øer tæt på Athen. Spetses er på 22 km², og har 3.800 indbyggere.  Hovedbyen/Havnebyen hedder Spetses.
Øen har ingen lufthavn. Man kan sejle til øen via Kosta, Piræus eller Peloponnes.

## Historie
Man har fundet arkæologiske fund på Spetses fra 2000 f.Kr.
Siden antikken har Spetses været underlagt romersk , byzantinsk , venetiansk samt osmannisk overhøjhed. Øen havde en central rolle under Den græske uafhængighedskrig i 1820'erne .

## Natur
I antikken blev øen kaldt for Pytioussa , "Pinjeøen", eftersom øen var overdækket af pinjeskov. Sit nuværende navn fik øen af venetianere som kaldte øen Isla di Spezzie , "Duftenes ø". Det samme træ gjorde også at Spetses havde en vigtig funktion i antikkens søfart. Skibsindustrien decimerede dog skoven kraftigt i 1600- og 1700-tallet, da også mange af de historiske bygninger som findes på øen opførtes. Meget af vegetationen i dag udgøres af den skov som er blevet genplantet i 1900-tallet.